# Friedrich II. von Goseck
Friedrich II. von Goseck (* zwischen 1000 und 1030; † 27. Mai 1088 in Barby) war Graf von Goseck, Vogt von Hersfeld und ab 1056 Pfalzgraf von Sachsen.
Er war der jüngere Sohn des Pfalzgrafen Friedrich I. von Sachsen aus dem Hause Goseck und der Agnes von Weimar. 1056 folgte er seinem ermordeten Bruder Dedo als Pfalzgraf von Sachsen. Die Schwäche der Zentralgewalt nutzte er rigoros aus. 1063 zog er mit nach Ungarn. Seit 1066 geriet er mit König Heinrich IV. wegen dessen Rekuperationspolitik in Streit, blieb jedoch königstreu bis zum Tod seines Bruders Adalbert I. von Goseck, dem Erzbischof von Hamburg-Bremen, im Jahre 1072. Er erhielt unter anderem das Salzregal und Münzregal für Sulza und nahm 1070 an der Absetzung Herzog Ottos von Northeim teil. Auch stritt er mit den Bischöfen von Halberstadt und deren Vasallen, den Grafen von Supplinburg. Er war Mitführer der sächsischen Opposition. Nach der Schlacht bei Homburg an der Unstrut musste er sich unterwerfen und wurde 1075 vom König nach Pavia verbannt, wo er anderthalb Jahre festgehalten wurde. Bei dem ersten größeren bewaffneten Aufeinandertreffen der beiden Könige Heinrich und Rudolf in der Schlacht bei Mellrichstadt am 7. August 1078 war Friedrich ein Befehlshaber der sächsischen Truppen. 1085 unterwarf er sich endgültig und zog sich danach zurück.

## Ehe und Kinder
Vor 1063 heiratete er Hedwig von Bayern (ex Bavaria oriunda), mit ihr hatte er einen Sohn, Friedrich III. (* um 1065), der bereits 1085 ermordet wurde, weshalb schließlich dessen posthum geborener Sohn, Friedrich IV., sein Erbe als Pfalzgraf antrat.